# 산청군의회
산청군의회는 경상남도 산청군 지역을 관할하는 기초의회이다.